# 山田貞武
山田 貞武（やまだ さだたけ、明暦3年（1657年） - 享保元年12月18日（1717年1月30日）は、初代山田浅右衛門として江戸時代に公儀御様御用を務めていた剣客である。通称は角蔵、浅五郎、最後に浅右衛門と名乗る。
当時の江戸は「六方者」と呼ばれる暴れ者が横行しており、その環境下で育った貞武も影響を受け、手の負えない子供となった。非常に手を焼いた父・貞俊は仏門入りさせることを考えるも、妻の強い反対もあり思い止まる。そうした親を尻目に、成長するにつれ貞武の素行不良は激化、青年期には六方者となっていた。それを見かねた前田宮内少輔利広の忠告により、非をさとった貞武は武芸に邁進する。当時は天下泰平の中で実戦使用のない新刀に対する不安から、試し斬りで武用性を確かめる流行もあり、この頃より貞武も試し斬りの稽古を開始する。猛練習の甲斐もあり、山野門下屈指の斬り手となった。享保元年（西暦では1717年）没。享年60。法名は弧峻院冬雲常雪居士。亡骸は池袋の祥雲寺の末寺・浄福寺に葬られた。同寺が明治初年に廃寺となり、墓碑は現存せず。